# Vilnîțea, Ciutove
Vilnîțea (în ucraineană Вільниця) este localitatea de reședință a comunei Vilnîțea din raionul Ciutove, regiunea Poltava, Ucraina.

## Demografie
Componența lingvistică a localității Vilnîțea
     Ucraineană (97,17%)
     Rusă (1,74%)
     Română (1,09%)
Conform recensământului din 2001, majoritatea populației localității Vilnîțea era vorbitoare de ucraineană (97,17%), existând în minoritate și vorbitori de rusă (1,74%) și română (1,09%).